# CI Aquilae
CI Aquilae eller CI Aql är en rekurrent nova (NR) och en dubbelstjärna belägen i den västra delen av stjärnbilden Örnen (stjärnbild). Den har en skenbar magnitud på 16,3 och kräver optiska hjälpmedel för observation. Baserat på parallaxmätning på ca 0,4 mas, beräknas den befinna sig på ett avstånd på ca 5 000 ljusår (ca 1 550 parsek) från solen. Det första kända utbrottet hos novan rapporteras 1925 av K. Reinmuth på 16-tums fotografiska plåtar, som togs i juni 1917 med Bruce-teleskopet Landessternwarte Heidelberg-Königstuhl.

## Egenskaper
Konstellationen består av en vit stjärna i huvudserien med en massa som är ca 1,2 gånger solens massa, som omkretsas av en följeslagare med en massa på ca 1,5 gånger solens.
CI Aquilae bildar tillsammans med U Scorpii, V394 Coronae Austrinae, RS Ophiuchi, T Coronae Borealis, V755 Scorpii, V3890 Sagittarius, T Pyxidis och IM Normae en liten men heterogen grupp av 9 till 10 objekt i Vintergatan som har återkommande utbrott. Dessa utbrott har en mindre amplitud och avger mindre energi än de klassiska novorna och förekommer med mellanrum på ca 10 - 100 år. Det är en allmän uppfattning att den vita dvärgen i dessa dubbelstjärnor ligger nära Chandrasekhar-gränsen. Massöverföringshastigheten från följeslagaren till den vita dvärgen är hög och ligger i storleksordningen ca 10-7 solmassor per år, vilket motsvarar 6,3 biljoner ton per sekund. Dessa egenskaper tyder starkt på att återkommande novor är de direkta föregångarna till supernovor av typ Ia med en vit dvärg vars hela massa förenas i syre-kolkärnan.
Återkommande novor är uppdelade i tre underklasser beroende på deras omloppsperiod: 
- T Pyxidis med en dvärgstjärna.
- U Scorpii med en något utvecklad stjärna i huvudserien eller en underjätte.
- RS Ophiuchi med en röd jättestjärna.

CI Aquilae har en omloppsperiod på 0,618 dygn och hör därmed till underklassen U Scorpii.
B. E. Schaefer, vid University of Texas i Austin, rapporterade 2001 att ett utbrott av novan CI Aquilae kunde noteras på 12 arkivfotografier från Harvard College Observatory år 1941. Han drar slutsatsen att den kan vara en återkommande nova med en 20-årig period där utbrott 1960 och 1980 missats.